# Eversdorf (Kaaks)
Eversdorf ist ein Ortsteil von Kaaks in Schleswig-Holstein, Kreis Steinburg und erstreckt sich über eine Fläche von ungefähr 82.000 m². Er wird durch die Bekau von Kaaks „getrennt“. 
Die Buslinie 6160 fährt von Eversdorf aus in die Stadt Itzehoe. Ebenso gibt es in Eversdorf ein Neubaugebiet.